# Morniflumato
Morniflumato es un antiinflamatorio no esteroideo (NSAID).